# ピリドキサールホスファターゼ
ピリドキサールホスファターゼ(Pyridoxal phosphatase、EC 3.1.3.74)は、以下の化学反応を触媒する酵素である。
ピリドキサール-5'-リン酸 + 水{\displaystyle \rightleftharpoons }ピリドキサール + リン酸
従って、この酵素の基質はピリドキサール-5'-リン酸と水の2つ、生成物はピリドキサールとリン酸の2つである。
この酵素は加水分解酵素に分類され、特にリン酸モノエステル結合に作用する。系統名は、ピリドキサール-5'-リン酸 ホスホヒドロラーゼ(pyridoxal-5'-phosphate phosphohydrolase)である。この酵素は、ビタミンB6の代謝に関与している。

## 構造
2007年末時点で、6つの構造が解明されている。蛋白質構造データバンクのコードは、2CFR、2CFS、2CFT、2OYC、2P27、2P69である。